# Опатовець (гміна)
Гміна Опатовець (пол. Gmina Opatowiec) — місько-сільська гміна у східній Польщі. Належить до Казімерського повіту Свентокшиського воєводства.
Станом на 31 грудня 2011 у гміні проживало 3486 осіб.

## Територія
Згідно з даними за 2007 рік площа гміни становила 68.41 км², у тому числі:
- орні землі: 83.00%
- ліси: 9.00%

Таким чином, площа гміни становить 16.19% площі повіту.

## Населення
Станом на 31 грудня 2011:
| Опис     | Загалом | Загалом | Чоловіки | Чоловіки | Жінки | Жінки |
| -------- | ------- | ------- | -------- | -------- | ----- | ----- |
| одиниця  | осіб    | %       | осіб     | %        | осіб  | %     |
| все      | 3486    | 100     | 1735     | 49.77    | 1751  | 50.23 |
| міське   | 0       | 100     | 0        |          | 0     |       |
| сільське | 3486    | 100     | 1735     | 49.77    | 1751  | 50.23 |

## Сусідні гміни
Гміна Опатовець межує з такими гмінами: Бейсце, Ветшиховіце, Віслиця, Ґрембошув, Казімежа-Велька, Кошице, Новий Корчин, Чарноцин.